# Urda-Aga
Urda-Aga (ros. Урда-Ага) – wieś w Rosji, w Kraju Zabajkalskim, w rejonie agińskim Agińskiego Okręgu Buriackiego. W 2010 liczyła 1121 mieszkańców, głównie Buriatów.

## Urodzeni
- Gonbodżab Cybikow – rosyjski i buriacki orientalista.